# Tentative d'assassinat d'Hassan Sheikh Mohamoud
La tentative d'assassinat du président somalien Hassan Sheikh Mohamoud survient le 18 mars 2025. Le groupe terroriste islamiste Al-Shabaab s'en prend au cortège présidentiel à l'aide d'explosifs placés sur la route de l'aéroport international Aden Adde à Mogadiscio. 
Hassan Sheikh Mohamoud survit à cette tentative d'assassinat.

## Attentat
La bombe frappe un véhicule franchissant un poste de contrôle près du carrefour présidentiel d'el-Gaabta, une zone fortement fortifiée du périmètre de sécurité entourant le complexe présidentiel Villa Somalia à Mogadiscio, la capitale somalienne. L'entourage du président Mohamoud se rendait à l'aéroport international Aden Adde pour rejoindre les troupes en première ligne à Hirshabelle. La bombe est placée au bord de la route, sous un immeuble de deux étages, causant de graves dommages, notamment au véhicule blindé d'un convoi de sécurité voisin,.
Les militants d'Al-Shabaab revendiquent la responsabilité de l'attaque.

### Victimes
L'explosion tue au moins 10 personnes, sept membres des forces de sécurité et trois civils, et en blesse 20 autres. Parmi les victimes se trouve Mohamed Abukar Dabaashe, journaliste de Radio Risaala, somalien âgé de 31 ans, qui devient le premier journaliste tué en Somalie en 2025,.

## Conséquences
Plus tard, le média d'État SNTV publie des photos du président Mohamoud dans le district d'Adan Yabal de la région du Shabeellaha Dhexe, où l'armée nationale somalienne et les forces locales combattent l'offensive en cours d'Al-Shabaab.
Vingt-deux journalistes qui couvrent l'attaque depuis la célèbre station de radio Risaala Media, qui est brièvement fermée par le gouvernement, sont arrêtés par la police.
Le 19 mars 2025, Al-Shabaab lance plusieurs attaques au mortier visant l'aéroport international Aden Adde et le complexe de Halane où se trouvent plusieurs entités étrangères, dont le siège des Nations unies. En réponse à ces attaques, l'armée nationale somalienne et l'Agence nationale de renseignement et de sécurité (en) tuent plus de six dirigeants d'Al-Shabaab lors d'une opération d'assaut dans le Shabeellaha Hoose.